# Enrico Pucci
Enrico Pucci (エンリコ・プッチ, Enriko Putchi) (phiên âm: Ên-ri-cô Pu-chi) là nhân vật phản diện chính trong phần thứ sáu Stone Ocean, đồng thời là phản diện chính thứ năm của loạt manga và anime JoJo's Bizarre Adventure. Pucci tôn thờ siêu phản diện Dio Brando, khát khao thực hiện kế hoạch tạo ra "thiên đường" của Dio. Pucci cũng là kẻ đầu tiên sở hữu ba Bóng quỷ.
Trong những bản đầu tiên phát hành trên tuần san Shonen Jump, Pucci có tên đầy đủ là Roberto Pucci.

## Ngoại hình
Pucci có chiều cao trung bình, thân hình mảnh khảnh, làn da ngăm đen, mái tóc trắng, mặc chiếc áo choàng linh mục có in hình cây thánh giá.

## Tính cách
Enrico Pucci về tổng thể là một người yếu đuối và ích kỷ.
Thời ấu thơ, Pucci là một cậu bé rất nhân hậu, hòa đồng với mọi người xung quanh. Tuy nhiên, tới lúc biết rằng mình từng có một người em trai sinh đôi chết yểu, Pucci trở nên lo sợ trước số mệnh. Đặc biệt sau chuyện của Perla, Pucci cho rằng số mệnh là vị thần tối cao nhất của vũ trụ. Lập trường quan điểm của hắn khác với Dio, kẻ mà hắn tôn thờ nhất. Bởi lẽ Dio cũng cho rằng có những sức mạnh vượt ngoài tầm kiểm soát của hắn, nhưng hắn có ý chí vươn lên nắm lấy thứ sức mạnh ấy, Dio muốn trở thành vị Chúa đích thực. Còn với Pucci, hắn không muốn trở thành Chúa, mà chỉ muốn làm nô lệ mãi mãi cho Chúa.
Pucci không ngần ngại sử dụng mọi thủ đoạn tàn bạo nhằm đạt được mục đích. Hắn ngụy biện rằng đó là số mệnh của những nạn nhân, đó là do số mệnh sắp đặt họ phải chết, chứ không phải do hắn giết. Điều này như Wes đã nói, đó là "một kẻ ác không biết mình ác".
Pucci là người rất thận trọng, không chủ quan coi thường bất cứ tình huống nào. Hắn đã mất 8 năm để nghĩ ra cách phục kích Jotaro. Khi Wes nhớ lại mọi chuyện, Pucci quyết định ngưng kế hoạch lại để giết anh ta, vì lo sợ khả năng của Weather Report. Trong chiến đấu, Pucci luôn giữ khoảng cách chứ không mạo hiểm đối đầu phạm vi gần.

## Tiểu sử
Pucci sinh ngày 5 tháng 6 năm 1972, trong một gia đình giàu có tại Ý. Hắn được giáo dục đầy đủ ngay từ nhỏ nên có tính cách rất nhân hậu, hòa đồng. Sau khi biết mình từng có một người em trai sinh đôi chết yểu tên là Domenico Pucci, hắn bị sốc tâm lý và từ đó luôn đi tìm ý nghĩa của sự sống, của số mệnh. Pucci chọn con đường trở thành một linh mục.
Một ngày nọ, Pucci phát hiện Dio đang trốn trong hầm mộ nhà thờ, tuy nhiên hắn không báo cho ai biết, cho phép Dio dưỡng thương bên trong một thời gian khá dài. Để trả ơn, Dio tặng Pucci một đầu mũi tên vàng, giúp Pucci có được sức mạnh Bóng quỷ.
Không lâu sau, một người phụ nữ đến thú tội đã tiết lộ, cô ta từng đánh tráo đứa con ốm yếu của mình với một đứa trẻ nhà Pucci. Domenico Pucci hiện tại đã lớn và có tên là Wes Bluemarine. Thật trớ trêu, Wes hiện tại lại là bạn trai của Perla Pucci, em gái Enrico Pucci. Để ngăn cuộc tình loạn luân này xảy ra, hắn thuê băng nhóm P.I. đến đe dọa Wes. Tuy nhiên, P.I. lại thuộc tổ chức KKK, chuyên đi tiêu diệt những người gốc Phi, bọn chúng phát hiện cha của Wes là người da đen nên đã treo cổ Wes, dẫn tới Perla tự tử theo.
Pucci, vì nỗi đau khổ trước cái chết của 2 người em, đã thức tỉnh năng lực Bóng quỷ Whitesnake. Đúng lúc này, Wes cũng tỉnh lại do anh ta được Bóng quỷ Weather Report âm thầm bảo vệ. Wes tức giận tấn công Pucci nhưng thất bại, Pucci tiết lộ cả hai là anh em sinh đôi trước khi xóa kí ức của Wes.
Pucci đi tìm Dio và trở thành một thuộc hạ trung thành của hắn. Dio nói cho Pucci về kế hoạch tạo ra "thiên đường thực sự", trao cho Pucci một chiếc xương bàn chân của hắn (thực chất là xương của Jonathan Joestar), và nói đó là một "nguyên liệu". Sau khi Dio chết, Pucci liên minh với một tên thuộc hạ khác là Johngalli A., cả hai vào làm việc tại nhà tù Green Dolphin Street, nước Mỹ. Trong suốt 8 năm. Pucci miệt mài đi thu thập các năng lực Bóng quỷ và giấu chúng trong một chiếc máy kéo; ném một Bóng quỷ xuống nước và ra lệnh nó bảo vệ chiếc máy kéo đó; ngoài ra, còn giết chết mẹ của cậu bé Emporio Alnino.

## Trong Stone Ocean
Pucci và Johngalli A. lên kế hoạch gài bẫy con gái của Jotaro Kujo là Jolyne Cujoh, nhằm mục đích đoạt lấy ký ức về cuốn nhật ký Dio. Jotaro Kujo là người đã giết chết Dio và tiêu hủy toàn bộ các đồ vật liên quan đến hắn.
Jolyne Cujoh bị gài bẫy nhận tội giết người và bị đưa đến nhà tù Green Dolphin Street. Nghe tin, Jotaro lập tức đến gặp và bị Pucci phục kích. Hắn ta lấy đi cả ký ức lẫn Bóng quỷ, khiến Jotaro trở thành người thực vật. Sau đó, vì Johngalli A. đã hành động quá lộ liễu nên Pucci thủ tiêu luôn hắn ta.
Một thời gian sau, Pucci phát hiện kho Bóng quỷ cất giấu tại chiếc máy kéo đã bị đánh cắp. Hắn nhận ra Jolyne Cujoh không phải cô gái tầm thường, cô ta đang tập hợp đồng minh để chống lại hắn. Pucci tặng Lang Rangler một Bóng quỷ mạnh và cử đi giết Jolyne.
Lang Rangler thất bại. Enrico Pucci đành phải tự mình ra mặt giết Jolyne, nhưng nhận ra sự có mặt của Weather Report, Pucci kìm lại và che giấu được thân phận của mình trước Jolyne. Có Weather Report hỗ trợ, Jolyne gửi Bóng quỷ Star Platinum tới tổ chức Speedwagon.
Pucci tới gặp Sports Maxx, yêu cầu Maxx khiến cho chiếc xương Dio có sự sống trở lại. Maxx nói chiếc xương giờ đây đang ở trong khu vực an ninh tối cao. Sports Maxx sau đó tham gia chiến đấu với Ermes và bị tiêu diệt. Jolyne có mặt trong vụ ẩu đả nên tình cờ bị tống vào khu vực an ninh tối cao. Pucci cử bốn sát thủ xuống giết Jolyne nhưng cả bốn đều thất bại. Pucci tới sau và thấy rất nhiều người bị biến thành thực vật. Hắn ta nói rằng kế hoạch đã thành công và lần theo dấu vết của Jolyne. Bằng cách tạo ra ảo ảnh Weather Report, Pucci ám sát Foo Fighters, đánh trọng thương Anasui trước mặt Jolyne, nhưng không đánh lại Jolyne. Pucci phải lấy ký ức của Jotaro ra đánh lạc hướng, trong khi hắn ta cướp lấy Green Baby, chính là chiếc xương Dio nay đã sống lại. Pucci hợp nhất với Green Baby bằng 14 câu thần chú, sau đó rời khỏi nhà tù để đến Mũi Canaveral.
Trong lúc chờ đợi trăng non, Pucci gặp được 3 người con ngoài giá thú của Dio. Hắn giúp họ làm chủ năng lực Bóng quỷ và thuyết phục họ tiêu diệt Jolyne Cujoh. Trong 3 người, Donatello Versus là kẻ rất tham vọng, hắn lấy ký ức của Pucci và trả lại cho Weather Report. Weather Report lúc này đã nhớ ra bản thân chính là Wes Bluemarine, bỗng chốc nổi điên và hóa tất cả cư dân trong khu vực thành ốc sên. Pucci lo ngại năng lực của Weather Report nên chuyển hướng đến tiêu diệt anh ta. Trận chiến giữa cả hai rất khốc liệt, nhưng may mắn đã đứng về phía Pucci. Wes chết, còn Pucci đi tới Trung tâm vũ trụ Kennedy.
Lúc này, Bóng quỷ của Pucci đã tiến hóa thành C-Moon điều khiển được lực hấp dẫn. Jolyne Cujoh đuổi đến nhưng bị áp đảo. Đúng lúc đó Jotaro Kujo xuất hiện, dùng năng lực ngưng đọng thời gian để đánh bại Pucci. Pucci trèo lên tàu vũ trụ và di chuyển cho nó bay đi, nhưng hắn cũng phát hiện ra C-Moon đã tiến hóa thành Made in Heaven, lý do là bởi thời gian bản chất là do sự chuyển động tạo ra. Điều khiển được chuyển động là điều khiển được thời gian.
Pucci tăng tốc thời gian, khiến thế giới bị tàn phá. Nhờ vào cơn sóng thần nhấn chìm thế giới, hắn lần lượt hạ gục Anasui, Jotaro, Ermes và Jolyne. Chỉ còn cậu bé Emporio nhảy lên lưng một con cá heo là trốn thoát.
Thời gian tiếp tục đẩy nhanh đến sự hủy diệt. Một vũ trụ mới ra đời, trong đó mọi người đều nhận thức được số mệnh của mình và chấp nhận nó. Pucci dịch thời gian đến giai đoạn cậu bé Emporio lần đầu gặp Jolyne để thủ tiêu cậu, vì sợ nhà Jojo sẽ lại thay đổi số phận. Trận chiến giữa cả hai xảy ra, Emporio bất ngờ nhét Bóng quỷ Weather Report vào người, cậu tăng nồng độ ô-xi trong bầu khí quyển lên và khiến Pucci bị ngộ độc ô-xi, do hắn di chuyển với tốc độ quá cao. Pucci van nài trước khi chết nhưng Emporio chỉ nói: "Đi trên con đường công lý mới là Số Mệnh thực sự". Thời gian tiếp tục bị đẩy nhanh và một thế giới khác xuất hiện, có vẻ tươi đẹp hơn.

## Siêu năng lực

### Stand

#### Whitesnake
Whitesnake là Stand thuộc nhóm chiến đấu phục kích, chỉ thực sự mạnh khi có sự chuẩn bị từ trước. Nó có thể tiết ra một loại chất axit đặc biệt, có tác dụng tạo ra ảo giác cho người khác, trong thời gian dài sẽ gây ra tình trạng mê man, rơi vào một giấc mơ do Whitesnake tạo ra. Người bị kẹt trong giấc mơ phải phát hiện ra điểm bất hợp lý mới tỉnh dậy được. Khả năng chiến đấu tay đôi của nó thuộc hạng khá, uy lực mạnh và tốc độ cao. Hơn tất thảy, nó có thể trích xuất ký ức và Stand ra khỏi cơ thể người khác, với điều kiện nó ở thế chủ động. Người mất đi Stand sẽ rơi vào trạng thái thực vật, còn mất ký ức là mất trí nhớ tạm thời. Whitesnake đại diện cho những ký ức về bộ truyện Jojo.

#### C-Moon
C-Moon là Stand thuộc nhóm chiến đấu bằng năng lực, nó không có khả năng đánh tay đôi, nhưng lại có tốc độ và phản xạ siêu việt. C-Moon có thể thao túng lực hấp dẫn trong một phạm vi rất rộng, nếu nó chạm vào thứ bất kỳ, nó có thể đảo ngược lực hấp dẫn xung quanh vật đó, đây là năng lực rất nguy hiểm khi chiến đấu. Đối với phòng thủ, nó có thể đẩy mọi đối thủ ra xa khỏi chủ thể, bằng cách giảm lực hấp dẫn xung quanh chủ thể. C-Moon đại diện cho lực hấp dẫn.

#### Made in Heaven
Made in Heaven là Stand thuộc nhóm chiến đấu bằng năng lực, gần như bất khả chiến bại, chỉ chết khi chủ thể chết. Năng lực của nó là thao túng sự chuyển động của mọi thứ không phải sinh vật sống. Khi kích hoạt lên chính mình, nó sẽ di chuyển với tốc độ vô địch và do đó uy lực tấn công cũng vô địch. Khi kích hoạt lên vật thể, nó khiến vật đó không ngừng vận động cho tới khi bị hủy diệt. Pucci dùng năng lực này lên vũ trụ để đưa vũ trụ đến sự kết thúc và bắt đầu một vũ trụ khác. Ở nơi đó, con người cảm nhận được lờ mờ kí ức từ vũ trụ cũ, do đó ngộ nhận đó là số mệnh của mình và bằng lòng với nó. Chỉ những người từng tiếp xúc với Pucci, và không bị hắn trực tiếp giết chết, mới nhận thức được đầy đủ nguyên nhân. Made in Heaven đại diện cho sự chuyển động.
Made in Heaven có vẻ yếu hơn The World. Bởi lẽ với cơ thể ma cà rồng của Dio, The World sẽ phát triển năng lực tới mức đóng băng mọi sự chuyển động vĩnh viễn. Made in Heaven mạnh hơn Star Platinum, bởi Star Platinum bị giới hạn không gian và thời gian sử dụng năng lực.

## Những lần xuất hiện khác
Pucci xuất hiện trở lại trong tiểu thuyết ngắn JORGE JOESTAR của Otaro Maijo, với vai trò là phản diện chính thứ hai. Hắn bị năng lực của Giorno Giovanna đánh bại.
Các tựa game có sự góp mặt của Pucci bao gồm: All-Star Battle, Eyes of Heaven, Eyes of Heaven (New Moon), Monster Strike, All-Star Battle R, All-Star Battle R (Final), Puzzle & Dragons.